# Municipio de Westside (Minnesota)
El municipio de Westside (en inglés: Westside Township) es un municipio ubicado en el condado de Nobles en el estado estadounidense de Minnesota. En el año 2010 tenía una población de 218 habitantes y una densidad poblacional de 2,38 personas por km².

## Geografía
El municipio de Westside se encuentra ubicado en las coordenadas 43°37′27″N 95°59′54″O / 43.62417, -95.99833. Según la Oficina del Censo de los Estados Unidos, el municipio tiene una superficie total de 91.72 km², de la cual 91,39 km² corresponden a tierra firme y (0,36 %) 0,33 km² es agua.

## Demografía
Según el censo de 2010, había 218 personas residiendo en el municipio de Westside. La densidad de población era de 2,38 hab./km². De los 218 habitantes, el municipio de Westside estaba compuesto por el 90,37 % blancos, el 0,46 % eran afroamericanos, el 2,29 % eran asiáticos, el 0,46 % eran isleños del Pacífico, el 1,83 % eran de otras razas y el 4,59 % eran de una mezcla de razas. Del total de la población el 2,29 % eran hispanos o latinos de cualquier raza.